# Thường Thục
Thường Thục (chữ Hán giản thể: 常熟市) là một thành phố cấp huyện thuộc địa cấp thị Tô Châu, tỉnh Giang Tô, Cộng hòa Nhân dân Trung Hoa. Thành phố này có diện tích 1266 ki-lô-mét vuông, trong đó diện tích thành thị là 214,76 km2. Dân số là 1,03 triệu người, trong đó thành thị là 400.000 người. Mã vùng điện thoại là 0512. Chính quyền thành phố đóng ở trấn Ngu Sơn. Về mặt hành chính, thành phố này được chia thành 10 trấn: Ngu Sơn, Mai Lý, Hải Ngu, Tân Cảng, Cổ Lý, Sa Gia, Tân, Chi Đường, Thượng Hồ, Đổng Tân, Tân Trang.